# Ufinje
Ufinje (ros. Уфинье) – wieś (ros. деревня, trb. dieriewnia) w zachodniej Rosji, w osiedlu wiejskim Michnowskoje rejonu smoleńskiego w obwodzie smoleńskim.

## Geografia
Miejscowość położona jest nad rzeką Ufinja, 3,5 km od drogi federalnej R120 (Orzeł – Briańsk – Smoleńsk – Witebsk), 10,5 km od drogi magistralnej M1 «Białoruś», 16 km od centrum administracyjnego osiedla wiejskiego (Michnowka), 22 km od Smoleńska, 3,5 km od najbliższego przystanku kolejowego (443 km).
W granicach miejscowości znajdują się ulice: Cwietocznaja, 1-ja Lesnaja, 2-ja Lesnaja, Ługowaja, Riecznaja.

## Demografia
W 2010 r. miejscowość zamieszkiwało 39 osób.